# Élections municipales de 2013 dans Vaudreuil-Soulanges
Pour un article plus général, voir Élections municipales de 2013 en Montérégie.
Cet article concerne les élections municipales de 2013 en Montérégie dans la municipalité régionale de comté de Vaudreuil-Soulanges.

## Rivière-Beaudette
| Candidats pour la mairie       | Vote | %     |
| ------------------------------ | ---- | ----- |
| Patrick Bousez (Sortant)       | 531  | 74,06 |
| Denis Brodeur                  | 186  | 25,94 |
| Taux de participation : 46,0 % |      |       |

| Candidats conseiller #1 | Vote            | %               |
| ----------------------- | --------------- | --------------- |
| Denis Caron (Sortant)   | Sans opposition | Sans opposition |

| Candidats conseiller #2        | Vote            | %               |
| ------------------------------ | --------------- | --------------- |
| Tammy Titley-Plante (Sortante) | Sans opposition | Sans opposition |

| Candidats conseiller #3    | Vote            | %               |
| -------------------------- | --------------- | --------------- |
| Micheline Sauvé (Sortante) | Sans opposition | Sans opposition |

| Candidats conseiller #4 | Vote            | %               |
| ----------------------- | --------------- | --------------- |
| André Beaudin (Sortant) | Sans opposition | Sans opposition |

| Candidats conseiller #5 | Vote | %     |
| ----------------------- | ---- | ----- |
| Dany Paquet (Sortant)   | 376  | 52,88 |
| Marielle Rodrigue       | 335  | 47,12 |

| Candidats conseiller #6  | Vote            | %               |
| ------------------------ | --------------- | --------------- |
| Ghyslain Maheu (Sortant) | Sans opposition | Sans opposition |

## Saint-Télesphore
| Candidats pour la mairie       | Vote | %     |
| ------------------------------ | ---- | ----- |
| Yvon Bériault (Sortant)        | 287  | 74,74 |
| Robert Bourgon                 | 97   | 25,26 |
| Taux de participation : 65,3 % |      |       |

| Candidats conseiller #1 | Vote            | %               |
| ----------------------- | --------------- | --------------- |
| Raymond Leclair         | Sans opposition | Sans opposition |

| Candidats conseiller #2 | Vote            | %               |
| ----------------------- | --------------- | --------------- |
| François D'André        | Sans opposition | Sans opposition |

| Candidats conseiller #3  | Vote | %     |
| ------------------------ | ---- | ----- |
| Robert Théorêt (Sortant) | 202  | 55,19 |
| Giulio Néri              | 164  | 44,81 |

| Candidats conseiller #4     | Vote | %     |
| --------------------------- | ---- | ----- |
| Paul Gauthier               | 205  | 55,56 |
| Jean-Marie Lavoie (Sortant) | 164  | 44,44 |

| Candidats conseiller #5 | Vote            | %               |
| ----------------------- | --------------- | --------------- |
| Kim Jones               | Sans opposition | Sans opposition |

| Candidats conseiller #6 | Vote            | %               |
| ----------------------- | --------------- | --------------- |
| Martin Grenier          | Sans opposition | Sans opposition |

## Saint-Polycarpe
| Candidats pour la mairie       | Vote | %     |
| ------------------------------ | ---- | ----- |
| Jean-Yves Poirier (Sortant)    | 643  | 76,28 |
| Serge Bourbonnais              | 200  | 23,72 |
| Taux de participation : 51,6 % |      |       |

| Candidats conseiller #1 | Vote            | %               |
| ----------------------- | --------------- | --------------- |
| Michel Duperron         | Sans opposition | Sans opposition |

| Candidats conseiller #2 | Vote | %     |
| ----------------------- | ---- | ----- |
| Pascal Pilon            | 694  | 85,57 |
| Gérard Dostie           | 117  | 14,43 |

| Candidats conseiller #3 | Vote | %     |
| ----------------------- | ---- | ----- |
| Gaetan Prud'homme       | 546  | 69,11 |
| Martin Houle            | 244  | 30,89 |

| Candidats conseiller #4 | Vote | %     |
| ----------------------- | ---- | ----- |
| Guylaine Myre           | 429  | 53,29 |
| William Martinez        | 376  | 46,71 |

| Candidats conseiller #5 | Vote            | %               |
| ----------------------- | --------------- | --------------- |
| Jean Legault            | Sans opposition | Sans opposition |

| Candidats conseiller #6 | Vote | %     |
| ----------------------- | ---- | ----- |
| Virginie Damien         | 675  | 84,16 |
| Enzo Sedioli (Sortant)  | 127  | 15,84 |

## Saint-Zotique
| Partis                         | Partis                | Candidats pour la mairie | Vote  | %     |
| ------------------------------ | --------------------- | ------------------------ | ----- | ----- |
|                                | Indépendant           | Yvon Chiasson            | 1 561 | 53,57 |
|                                | Lécuyer et son équipe | Patrick Lécuyer          | 1 353 | 46,43 |
| Taux de participation : 52,4 % |                       |                          |       |       |

| Partis | Partis                | Candidats conseiller #1 | Vote | %     |
| ------ | --------------------- | ----------------------- | ---- | ----- |
|        | Lécuyer et son équipe | Liane Lefebvre          | 178  | 39,12 |
|        | Indépendant           | Jonathan Anderson       | 165  | 36,26 |
|        | Indépendant           | Éric Demers             | 112  | 24,62 |

| Partis | Partis                | Candidats conseiller #2 | Vote | %     |
| ------ | --------------------- | ----------------------- | ---- | ----- |
|        | Lécuyer et son équipe | Franco Caputo           | 240  | 51,84 |
|        | Indépendant           | Pierre Giroux (Sortant) | 223  | 48,16 |

| Partis | Partis                | Candidats conseiller #3 | Vote | %     |
| ------ | --------------------- | ----------------------- | ---- | ----- |
|        | Lécuyer et son équipe | Éric Lachance           | 238  | 51,52 |
|        | Indépendant           | Yves Laberge            | 150  | 32,47 |
|        | Indépendant           | François Haineault      | 74   | 16,02 |

| Partis | Partis                | Candidats conseiller #4     | Vote | %     |
| ------ | --------------------- | --------------------------- | ---- | ----- |
|        | Lécuyer et son équipe | Patrice Hovington (Sortant) | 353  | 69,90 |
|        | Indépendant           | Jean-Pierre Benoît          | 152  | 30,10 |

| Partis | Partis                | Candidats conseiller #5   | Vote | %     |
| ------ | --------------------- | ------------------------- | ---- | ----- |
|        | Indépendant           | Pierre Chiasson (Sortant) | 287  | 63,36 |
|        | Lécuyer et son équipe | Kathleen Mathieu          | 166  | 36,64 |

| Partis | Partis                | Candidats conseiller #6 | Vote | %     |
| ------ | --------------------- | ----------------------- | ---- | ----- |
|        | Indépendant           | Réjean Cauchon          | 490  | 87,97 |
|        | Lécuyer et son équipe | Mario Lecompte          | 67   | 12,03 |

## Les Coteaux
| Candidats pour la mairie       | Vote | %     |
| ------------------------------ | ---- | ----- |
| Denise Godin Dostie            | 739  | 48,75 |
| Normand Perry                  | 566  | 37,34 |
| Sylvain Brazeau                | 211  | 13,92 |
| Taux de participation : 42,9 % |      |       |

| Candidats conseiller #1 | Vote | %     |
| ----------------------- | ---- | ----- |
| Claude Lepage (Sortant) | 165  | 53,57 |
| Daniel Moffat           | 143  | 46,43 |

| Candidats conseiller #2 | Vote            | %               |
| ----------------------- | --------------- | --------------- |
| Michel Marin            | Sans opposition | Sans opposition |

| Candidats conseiller #3 | Vote            | %               |
| ----------------------- | --------------- | --------------- |
| François Deschamps      | Sans opposition | Sans opposition |

| Candidats conseiller #4 | Vote            | %               |
| ----------------------- | --------------- | --------------- |
| Sylvie Joly (Sortante)  | Sans opposition | Sans opposition |

| Candidats conseiller #5    | Vote | %     |
| -------------------------- | ---- | ----- |
| Martin Chartrand (Sortant) | 140  | 60,09 |
| Michel Joly                | 93   | 39,91 |

| Candidats conseiller #6           | Vote            | %               |
| --------------------------------- | --------------- | --------------- |
| Jocelyne Bishop Ménard (Sortante) | Sans opposition | Sans opposition |

## Coteau-du-Lac
| Candidats pour la mairie       | Vote  | %     |
| ------------------------------ | ----- | ----- |
| Guy Jasmin                     | 1 436 | 51,49 |
| Robert Sauvé (Sortant)         | 1 353 | 48,51 |
| Taux de participation : 55,0 % |       |       |

| Candidats conseiller #1    | Vote            | %               |
| -------------------------- | --------------- | --------------- |
| Andrée Brosseau (Sortante) | Sans opposition | Sans opposition |

| Candidats conseiller #2 | Vote | %     |
| ----------------------- | ---- | ----- |
| Jacques Biron (Sortant) | 251  | 55,78 |
| Gaétan Ranger           | 199  | 44,22 |

| Candidats conseiller #3  | Vote | %     |
| ------------------------ | ---- | ----- |
| Jacques Delisle          | 300  | 60,12 |
| Pierre Gaumond (Sortant) | 100  | 20,04 |
| Éric Gagnon              | 99   | 19,84 |

| Candidats conseiller #4   | Vote | %     |
| ------------------------- | ---- | ----- |
| Nathalie Clermont         | 228  | 40,07 |
| Michel Crépault (Sortant) | 216  | 37,96 |
| Édith Hébert              | 125  | 21,97 |

| Candidats conseiller #5 | Vote | %     |
| ----------------------- | ---- | ----- |
| Christian Thauvette     | 305  | 74,39 |
| Mario Cadieux (Sortant) | 105  | 25,61 |

| Candidats conseiller #6 | Vote | %     |
| ----------------------- | ---- | ----- |
| Patrick Delforge        | 267  | 71,97 |
| Suzie St-Pierre         | 104  | 28,03 |

## Saint-Clet
| Candidats pour la mairie | Vote            | %               |
| ------------------------ | --------------- | --------------- |
| Daniel Beaupré           | Sans opposition | Sans opposition |

| Candidats conseiller #1 | Vote            | %               |
| ----------------------- | --------------- | --------------- |
| Denise Lefebvre         | Sans opposition | Sans opposition |

| Candidats conseiller #2  | Vote            | %               |
| ------------------------ | --------------- | --------------- |
| Jacques Besner (Sortant) | Sans opposition | Sans opposition |

| Candidats conseiller #3 | Vote            | %               |
| ----------------------- | --------------- | --------------- |
| Marc-Andrée Clermont    | Sans opposition | Sans opposition |

| Candidats conseiller #4 | Vote            | %               |
| ----------------------- | --------------- | --------------- |
| Jacques Pilon           | Sans opposition | Sans opposition |

| Candidats conseiller #5    | Vote            | %               |
| -------------------------- | --------------- | --------------- |
| Nicole Loiselle (Sortante) | Sans opposition | Sans opposition |

| Candidats conseiller #6 | Vote            | %               |
| ----------------------- | --------------- | --------------- |
| Josée Farand            | Sans opposition | Sans opposition |

## Les Cèdres
| Candidats pour la mairie       | Vote  | %     |
| ------------------------------ | ----- | ----- |
| Raymond Larouche               | 1 611 | 60,27 |
| Géraldine T. Quesnel (Sortant) | 1 062 | 39,73 |
| Taux de participation : 53,7 % |       |       |

| Candidats conseiller #1    | Vote            | %               |
| -------------------------- | --------------- | --------------- |
| Thérèse Lemelin (Sortante) | Sans opposition | Sans opposition |

| Candidats conseiller #2 | Vote            | %               |
| ----------------------- | --------------- | --------------- |
| Serge Clément (Sortant) | Sans opposition | Sans opposition |

| Candidats conseiller #3 | Vote            | %               |
| ----------------------- | --------------- | --------------- |
| Aline Trudel            | Sans opposition | Sans opposition |

| Candidats conseiller #4 | Vote            | %               |
| ----------------------- | --------------- | --------------- |
| Karine Tessier          | Sans opposition | Sans opposition |

| Candidats conseiller #5 | Vote | %     |
| ----------------------- | ---- | ----- |
| Yves Daoust             | 335  | 65,18 |
| Sébastien Maisonneuve   | 179  | 34,82 |

| Candidats conseiller #6 | Vote | %     |
| ----------------------- | ---- | ----- |
| Maxime Pratte           | 167  | 39,95 |
| Eliza Costache          | 128  | 30,62 |
| Michel Asselin          | 123  | 29,43 |

## Pointe-des-Cascades
| Candidats pour la mairie | Vote            | %               |
| ------------------------ | --------------- | --------------- |
| Gilles Santerre          | Sans opposition | Sans opposition |

| Candidats conseiller #1 | Vote            | %               |
| ----------------------- | --------------- | --------------- |
| Rachel Leroux           | Sans opposition | Sans opposition |

| Candidats conseiller #2 | Vote            | %               |
| ----------------------- | --------------- | --------------- |
| Martin Juneau (Sortant) | Sans opposition | Sans opposition |

| Candidats conseiller #3  | Vote            | %               |
| ------------------------ | --------------- | --------------- |
| Pierre Lalonde (Sortant) | Sans opposition | Sans opposition |

| Candidats conseiller #4   | Vote            | %               |
| ------------------------- | --------------- | --------------- |
| Jacinthe Parson-Fréchette | Sans opposition | Sans opposition |

| Candidats conseiller #5 | Vote            | %               |
| ----------------------- | --------------- | --------------- |
| France Payer (Sortante) | Sans opposition | Sans opposition |

| Candidats conseiller #6 | Vote            | %               |
| ----------------------- | --------------- | --------------- |
| Carl Giguère            | Sans opposition | Sans opposition |

## L'Île-Perrot
| Candidats pour la mairie | Vote            | %               |
| ------------------------ | --------------- | --------------- |
| Marc Roy (Sortant)       | Sans opposition | Sans opposition |

| Candidats district des Outaouais (1) | Vote | %     |
| ------------------------------------ | ---- | ----- |
| André Legault (Sortant)              | 207  | 71,13 |
| Michel Pilon                         | 84   | 28,87 |

| Candidats district de Brucy (2) | Vote            | %               |
| ------------------------------- | --------------- | --------------- |
| Daniel Taillefer (Sortant)      | Sans opposition | Sans opposition |

| Candidats district du Parc (3) | Vote            | %               |
| ------------------------------ | --------------- | --------------- |
| Marcel Rainville (Sortant)     | Sans opposition | Sans opposition |

| Candidats district des Versants (4) | Vote            | %               |
| ----------------------------------- | --------------- | --------------- |
| Michelle L. LeCavalier (Sortante)   | Sans opposition | Sans opposition |

| Candidats district de l'Anse (5) | Vote            | %               |
| -------------------------------- | --------------- | --------------- |
| Kim Comeau                       | Sans opposition | Sans opposition |

| Candidats district de la Perdriole (6) | Vote            | %               |
| -------------------------------------- | --------------- | --------------- |
| Daniel Leblanc (Sortant)               | Sans opposition | Sans opposition |

## Notre-Dame-de-l'Île-Perrot
| Partis | Partis          | Candidats pour la mairie        | Vote            | %               |
| ------ | --------------- | ------------------------------- | --------------- | --------------- |
|        | Option citoyens | Marie-Claude Nichols (Sortante) | Sans opposition | Sans opposition |

| Partis | Partis           | Candidats district #1      | Vote | %     |
| ------ | ---------------- | -------------------------- | ---- | ----- |
|        | Options citoyens | Danie Deschênes (Sortante) | 306  | 81,17 |
|        | Indépendant      | Jacques Montesano          | 71   | 18,83 |

| Partis | Partis          | Candidats district #2    | Vote            | %               |
| ------ | --------------- | ------------------------ | --------------- | --------------- |
|        | Option citoyens | Sylvain Lemire (Sortant) | Sans opposition | Sans opposition |

| Partis | Partis          | Candidats district #3   | Vote            | %               |
| ------ | --------------- | ----------------------- | --------------- | --------------- |
|        | Option citoyens | Daniel Lauzon (Sortant) | Sans opposition | Sans opposition |

| Partis | Partis          | Candidats district #4    | Vote            | %               |
| ------ | --------------- | ------------------------ | --------------- | --------------- |
|        | Option citoyens | Bernard Groulx (Sortant) | Sans opposition | Sans opposition |

| Partis | Partis          | Candidats district #5    | Vote            | %               |
| ------ | --------------- | ------------------------ | --------------- | --------------- |
|        | Option citoyens | Normand Pigeon (Sortant) | Sans opposition | Sans opposition |

| Partis | Partis           | Candidats district #6  | Vote | %     |
| ------ | ---------------- | ---------------------- | ---- | ----- |
|        | Options citoyens | Jean Fournel (Sortant) | 302  | 56,66 |
|        | Indépendant      | Claude D'Anjou         | 231  | 43,34 |

Élection partielle pour le poste de maire et de conseiller du district #1 le 1er juin 2014
- Organisée en raison de la démission de la mairesse Marie-Claude Nichols, élue députée libérale de Vaudreuil.

| Partis                        | Partis           | Candidats pour la mairie | Vote | %    |
| ----------------------------- | ---------------- | ------------------------ | ---- | ---- |
|                               | Options citoyens | Danie Deschênes          | n/d  | 59,0 |
|                               | Indépendant      | Richard Mainville        | n/d  | 38,0 |
|                               | Indépendant      | Pietr Koppes             | n/d  | 2,0  |
| Taux de participation : n/d % |                  |                          |      |      |

| Partis | Partis           | Candidats district #1 | Vote | %   |
| ------ | ---------------- | --------------------- | ---- | --- |
|        | Options citoyens | Bruno Roy             | +2   | n/d |
|        | Indépendant      | Marc Charlebois       | n/d  | n/d |

## Pincourt
| Candidats pour la mairie       | Vote  | %     |
| ------------------------------ | ----- | ----- |
| Yvan Cardinal (Sortant)        | 2 387 | 63,33 |
| Stéphane Boyer                 | 1 382 | 36,67 |
| Taux de participation : 36,6 % |       |       |

| Candidats conseiller #1 | Vote | %     |
| ----------------------- | ---- | ----- |
| Alexandre Wolford       | 379  | 73,88 |
| Michael Bury            | 134  | 26,12 |

| Candidats conseiller #2    | Vote | %     |
| -------------------------- | ---- | ----- |
| Denise Bergeron (Sortante) | 705  | 86,72 |
| Marc Dagenais              | 108  | 13,28 |

| Candidats conseiller #3 | Vote | %     |
| ----------------------- | ---- | ----- |
| Sam Ierfino             | 360  | 60,10 |
| John Kinnear (Sortant)  | 239  | 39,90 |

| Candidats conseiller #4 | Vote | %     |
| ----------------------- | ---- | ----- |
| Diane Boyer             | 257  | 39,72 |
| Claude Comeau           | 216  | 33,38 |
| Michel Pratte (Sortant) | 174  | 26,89 |

| Candidats conseiller #5 | Vote            | %               |
| ----------------------- | --------------- | --------------- |
| Jim Miron (Sortant)     | Sans opposition | Sans opposition |

| Candidats conseiller #6 | Vote | %     |
| ----------------------- | ---- | ----- |
| René Lecavalier         | 368  | 65,13 |
| Fleurette Dragon        | 197  | 34,87 |

## Terrasse-Vaudreuil
| Partis                         | Partis                 | Candidats pour la mairie | Vote | %     |
| ------------------------------ | ---------------------- | ------------------------ | ---- | ----- |
|                                | Équipe Michel Boudreau | Michel Jr. Boudreau      | 360  | 44,72 |
|                                | L'Équipe Trudel        | Manon Trudel (Sortant)   | 327  | 40,62 |
|                                | Indépendante           | Marlène Lapointe         | 118  | 14,66 |
| Taux de participation : 57,5 % |                        |                          |      |       |

| Partis | Partis                 | Candidats conseiller #1 | Vote | %     |
| ------ | ---------------------- | ----------------------- | ---- | ----- |
|        | Équipe Michel Boudreau | Roger D'Antonio         | 420  | 55,12 |
|        | Indépendant            | Jean-Marc Nault         | 342  | 44,88 |

| Partis | Partis                 | Candidats conseiller #2    | Vote | %     |
| ------ | ---------------------- | -------------------------- | ---- | ----- |
|        | L'Équipe Trudel        | Julien Leclerc             | 414  | 52,08 |
|        | Équipe Michel Boudreau | Penny Boulianne (Sortante) | 381  | 47,92 |

| Partis | Partis                 | Candidats conseiller #3       | Vote | %     |
| ------ | ---------------------- | ----------------------------- | ---- | ----- |
|        | Équipe Michel Boudreau | Jean-Pierre Brazeau (Sortant) | 423  | 53,14 |
|        | L'Équipe Trudel        | Louise Leclair                | 373  | 46,86 |

| Partis | Partis                 | Candidats conseiller #4 | Vote | %     |
| ------ | ---------------------- | ----------------------- | ---- | ----- |
|        | Équipe Michel Boudreau | David Beauregard-Paquin | 401  | 50,31 |
|        | L'Équipe Trudel        | Yves Brassard           | 396  | 46,69 |

| Partis | Partis                 | Candidats conseiller #5 | Vote | %     |
| ------ | ---------------------- | ----------------------- | ---- | ----- |
|        | Équipe Michel Boudreau | Guy Jodoin              | 410  | 51,77 |
|        | L'Équipe Trudel        | Anissa Benomar          | 382  | 48,23 |

| Partis | Partis                 | Candidats conseiller #6    | Vote | %     |
| ------ | ---------------------- | -------------------------- | ---- | ----- |
|        | L'Équipe Trudel        | Yves de Repentigny         | 420  | 52,76 |
|        | Équipe Michel Boudreau | Valerie Kirkman (Sortante) | 376  | 47,24 |

## Vaudreuil-Dorion
| Partis                         | Partis                                | Candidats pour la mairie | Vote  | %     |
| ------------------------------ | ------------------------------------- | ------------------------ | ----- | ----- |
|                                | Parti de l'action de Vaudreuil-Dorion | Guy Pilon (Sortant)      | 5 590 | 84,28 |
|                                | Indépendant                           | Mario Tanguay            | 1 043 | 15,72 |
| Taux de participation : 26,9 % |                                       |                          |       |       |

| Partis | Partis                                | Candidats district Quinchien (1) | Vote | %     |
| ------ | ------------------------------------- | -------------------------------- | ---- | ----- |
|        | Parti de l'action de Vaudreuil-Dorion | Claude Beaudoin (Sortant)        | 553  | 52,72 |
|        | Indépendante                          | Elyse Schmidt-Viau               | 496  | 47,28 |

| Partis | Partis                                | Candidats district Harwood (2) | Vote            | %               |
| ------ | ------------------------------------- | ------------------------------ | --------------- | --------------- |
|        | Parti de l'action de Vaudreuil-Dorion | François Séguin (Sortant)      | Sans opposition | Sans opposition |

| Partis | Partis                                | Candidats district Fief-Cavagnal (3) | Vote | %     |
| ------ | ------------------------------------- | ------------------------------------ | ---- | ----- |
|        | Parti de l'action de Vaudreuil-Dorion | Robert A. Laurence (Sortant)         | 574  | 70,95 |
|        | Indépendant                           | Gary Machado                         | 235  | 29,05 |

| Partis | Partis                                | Candidats district de la Seigneurie (4) | Vote | %     |
| ------ | ------------------------------------- | --------------------------------------- | ---- | ----- |
|        | Indépendante                          | Céline Chartier-Sample                  | 475  | 50,59 |
|        | Parti de l'action de Vaudreuil-Dorion | Diane Morin                             | 464  | 49,41 |

| Partis | Partis                                | Candidats district des Chenaux (5) | Vote            | %               |
| ------ | ------------------------------------- | ---------------------------------- | --------------- | --------------- |
|        | Parti de l'action de Vaudreuil-Dorion | Rénald Gabriele (Sortant)          | Sans opposition | Sans opposition |

| Partis | Partis                                | Candidats district de la Cité-des-Jeunes (6) | Vote            | %               |
| ------ | ------------------------------------- | -------------------------------------------- | --------------- | --------------- |
|        | Parti de l'action de Vaudreuil-Dorion | Gabriel Parent (Sortant)                     | Sans opposition | Sans opposition |

| Partis | Partis                                | Candidats district du Carrefour (7) | Vote            | %               |
| ------ | ------------------------------------- | ----------------------------------- | --------------- | --------------- |
|        | Parti de l'action de Vaudreuil-Dorion | Paul M. Normand                     | Sans opposition | Sans opposition |

| Partis | Partis                                | Candidats district de la Baie (8) | Vote            | %               |
| ------ | ------------------------------------- | --------------------------------- | --------------- | --------------- |
|        | Parti de l'action de Vaudreuil-Dorion | Paul Dumoulin (Sortant)           | Sans opposition | Sans opposition |

## Vaudreuil-sur-le-Lac
| Candidats pour la mairie | Vote            | %               |
| ------------------------ | --------------- | --------------- |
| Claude Pilon (Sortant)   | Sans opposition | Sans opposition |

| Candidats conseiller #1    | Vote            | %               |
| -------------------------- | --------------- | --------------- |
| Ginette Bradley (Sortante) | Sans opposition | Sans opposition |

| Candidats conseiller #2  | Vote            | %               |
| ------------------------ | --------------- | --------------- |
| André Bélanger (Sortant) | Sans opposition | Sans opposition |

| Candidats conseiller #3 | Vote            | %               |
| ----------------------- | --------------- | --------------- |
| Denis Morin (Sortant)   | Sans opposition | Sans opposition |

| Candidats conseiller #4   | Vote            | %               |
| ------------------------- | --------------- | --------------- |
| Sylvie Poirier (Sortante) | Sans opposition | Sans opposition |

| Candidats conseiller #5 | Vote | %     |
| ----------------------- | ---- | ----- |
| Paul Le Sage            | 312  | 68,12 |
| Louis Théorêt           | 146  | 31,88 |

| Candidats conseiller #6   | Vote            | %               |
| ------------------------- | --------------- | --------------- |
| Louise Chénier (Sortante) | Sans opposition | Sans opposition |

## L'Île-Cadieux
| Candidats pour la mairie | Vote            | %               |
| ------------------------ | --------------- | --------------- |
| Paul Herbach             | Sans opposition | Sans opposition |

| Candidats conseiller #1       | Vote            | %               |
| ----------------------------- | --------------- | --------------- |
| Ève-Marie Gigantes (Sortante) | Sans opposition | Sans opposition |

| Candidats conseiller #2 | Vote            | %               |
| ----------------------- | --------------- | --------------- |
| Denis Martel            | Sans opposition | Sans opposition |

| Candidats conseiller #3     | Vote            | %               |
| --------------------------- | --------------- | --------------- |
| Jean-Pierre Lainé (Sortant) | Sans opposition | Sans opposition |

| Candidats conseiller #4 | Vote            | %               |
| ----------------------- | --------------- | --------------- |
| Brian Falus             | Sans opposition | Sans opposition |

## Hudson
| Candidats pour la mairie       | Vote  | %     |
| ------------------------------ | ----- | ----- |
| Ed Prévost                     | 1 448 | 75,73 |
| Jacques Bourgeois              | 464   | 24,27 |
| Taux de participation : 47,4 % |       |       |

| Candidats district Como (1) | Vote | %     |
| --------------------------- | ---- | ----- |
| Robert Spencer (Sortant)    | 142  | 45,95 |
| Peter Robinson              | 113  | 36,57 |
| Elaine Depow                | 54   | 17,48 |

| Candidats district Hudson-Est (2) | Vote | %     |
| --------------------------------- | ---- | ----- |
| Ron Goldenberg                    | 193  | 62,87 |
| Stanley Belczowski                | 98   | 31,92 |
| Normand Blain                     | 16   | 5,21  |

| Candidats district Hudson-Centre (3) | Vote | %     |
| ------------------------------------ | ---- | ----- |
| Nicole Durand                        | 130  | 43,62 |
| Jim McDermott                        | 119  | 39,93 |
| Hicks Francis                        | 49   | 16,44 |

| Candidats district Fairhaven (4) | Vote | %     |
| -------------------------------- | ---- | ----- |
| Barbara Robinson                 | 195  | 63,31 |
| Véronique Fischer                | 113  | 36,69 |

| Candidats district Heights-Est (5) | Vote | %     |
| ---------------------------------- | ---- | ----- |
| Deborah Woodhead                   | 250  | 63,94 |
| William Driver                     | 141  | 36,06 |

| Candidats district Ouest (6) | Vote | %     |
| ---------------------------- | ---- | ----- |
| Natalie Best                 | 248  | 69,86 |
| Brian Grubert                | 107  | 30,14 |

## Saint-Lazare
| Partis                         | Partis                | Candidats pour la mairie  | Vote  | %     |
| ------------------------------ | --------------------- | ------------------------- | ----- | ----- |
|                                | Indépendant           | Robert Grimaudo (Sortant) | 2 786 | 60,07 |
|                                | Alliance Saint-Lazare | Michel Lambert            | 1 852 | 39,93 |
| Taux de participation : 34,0 % |                       |                           |       |       |

| Partis | Partis                | Candidats conseiller #1 | Vote | %     |
| ------ | --------------------- | ----------------------- | ---- | ----- |
|        | Indépendante          | Lise Jolicoeur          | 382  | 50,20 |
|        | Indépendante          | Elizabeth Rozon         | 156  | 20,50 |
|        | Indépendant           | Chico Moise Levy        | 139  | 18,27 |
|        | Alliance Saint-Lazare | Luc Lefebvre            | 84   | 11,04 |

| Partis | Partis                | Candidats conseiller #2 | Vote | %     |
| ------ | --------------------- | ----------------------- | ---- | ----- |
|        | Indépendante          | Pamela Tremblay         | 547  | 76,61 |
|        | Alliance Saint-Lazare | Dario Tammaro           | 167  | 23,39 |

| Partis | Partis                | Candidats conseiller #3     | Vote | %     |
| ------ | --------------------- | --------------------------- | ---- | ----- |
|        | Alliance Saint-Lazare | Brigitte Asselin (Sortante) | 538  | 61,98 |
|        | Indépendant           | Richard Meades              | 330  | 38,02 |

| Partis | Partis                | Candidats conseiller #3     | Vote            | %               |
| ------ | --------------------- | --------------------------- | --------------- | --------------- |
|        | Alliance Saint-Lazare | Brigitte Asselin (Sortante) | Sans opposition | Sans opposition |

| Partis | Partis                | Candidats conseiller #5 | Vote | %     |
| ------ | --------------------- | ----------------------- | ---- | ----- |
|        | Indépendante          | Serge David             | 441  | 59,59 |
|        | Alliance Saint-Lazare | Robert Léger            | 299  | 40,41 |

| Partis | Partis                | Candidats conseiller #6        | Vote | %     |
| ------ | --------------------- | ------------------------------ | ---- | ----- |
|        | Indépendante          | Richard Nataf                  | 389  | 53,73 |
|        | Alliance Saint-Lazare | Jean-Claude Gauthier (Sortant) | 335  | 43,27 |

## Sainte-Marthe
| Candidats pour la mairie       | Vote | %     |
| ------------------------------ | ---- | ----- |
| Aline Guillotte (Sortante)     | 435  | 73,36 |
| Huguette Dupras                | 158  | 26,64 |
| Taux de participation : 66,0 % |      |       |

| Candidats conseiller #1 | Vote | %     |
| ----------------------- | ---- | ----- |
| Alain Sauvé             | 425  | 72,16 |
| Myriam Chagal           | 164  | 27,84 |

| Candidats conseiller #2 | Vote | %     |
| ----------------------- | ---- | ----- |
| Claude Gravel (Sortant) | 383  | 64,70 |
| Nicole Fournier         | 209  | 35,30 |

| Candidats conseiller #3 | Vote | %     |
| ----------------------- | ---- | ----- |
| Eddy Lawlor (Sortant)   | 349  | 59,45 |
| Denis Lalonde           | 238  | 40,55 |

| Candidats conseiller #4     | Vote | %     |
| --------------------------- | ---- | ----- |
| François Béliveau (Sortant) | 328  | 55,78 |
| Michel Bourbonnais          | 260  | 44,22 |

| Candidats conseiller #5 | Vote | %     |
| ----------------------- | ---- | ----- |
| Gilbert Séguin          | 455  | 77,25 |
| Fernand Jr. Cyr         | 134  | 22,75 |

| Candidats conseiller #6 | Vote | %     |
| ----------------------- | ---- | ----- |
| Jinny Brunelle          | 394  | 66,89 |
| Richard Brunet          | 195  | 33,11 |

## Sainte-Justine-de-Newton
| Partis                         | Partis        | Candidats pour la mairie     | Vote | %     |
| ------------------------------ | ------------- | ---------------------------- | ---- | ----- |
|                                | Indépendant   | Gisèle Fournier              | 274  | 54,69 |
|                                | Vert L'Avenir | Patricia Domingos (Sortante) | 227  | 45,31 |
| Taux de participation : 65,7 % |               |                              |      |       |

| Partis | Partis      | Candidats conseiller #1 | Vote | %     |
| ------ | ----------- | ----------------------- | ---- | ----- |
|        | Indépendant | Denis Pouliot           | 254  | 52,37 |
|        | Indépendant | Éric Dufresne           | 231  | 47,63 |

| Partis | Partis       | Candidats conseiller #2 | Vote | %     |
| ------ | ------------ | ----------------------- | ---- | ----- |
|        | Indépendant  | Jacques Séguin          | 243  | 50,41 |
|        | Indépendante | Marie-France Lemay      | 239  | 49,59 |

| Partis | Partis        | Candidats conseiller #3   | Vote | %     |
| ------ | ------------- | ------------------------- | ---- | ----- |
|        | Vert L'Avenir | Yves Wilson               | 272  | 54,62 |
|        | Indépendant   | Gaétan Sabourin (Sortant) | 226  | 45,38 |

| Partis | Partis        | Candidats conseiller #4 | Vote | %     |
| ------ | ------------- | ----------------------- | ---- | ----- |
|        | Vert L'Avenir | Karina Séguin (Sortant) | 298  | 60,69 |
|        | Indépendant   | Sophie Saintellier      | 193  | 39,31 |

| Partis | Partis        | Candidats conseiller #5 | Vote | %     |
| ------ | ------------- | ----------------------- | ---- | ----- |
|        | Indépendant   | Pierre Dubé             | 261  | 52,94 |
|        | Vert L'Avenir | Yan Méthot (Sortante)   | 232  | 47,06 |

| Partis | Partis        | Candidats conseiller #6 | Vote | %     |
| ------ | ------------- | ----------------------- | ---- | ----- |
|        | Vert L'Avenir | Denis Ranger (Sortant)  | 303  | 61,34 |
|        | Indépendant   | Éric Leroux             | 191  | 38,66 |

## Très-Saint-Rédempteur
| Candidats pour la mairie | Vote            | %               |
| ------------------------ | --------------- | --------------- |
| Jean Lalonde (Sortant)   | Sans opposition | Sans opposition |

| Candidats conseiller #1 | Vote | %     |
| ----------------------- | ---- | ----- |
| Paul Cozens (Sortant)   | 248  | 54,75 |
| Bernard Bonneau         | 205  | 45,25 |

| Candidats conseiller #2 | Vote | %     |
| ----------------------- | ---- | ----- |
| Lise Charest            | 260  | 57,14 |
| Pierre Blais            | 195  | 42,86 |

| Candidats conseiller #3 | Vote            | %               |
| ----------------------- | --------------- | --------------- |
| Julie Lemieux           | Sans opposition | Sans opposition |

| Candidats conseiller #4 | Vote | %     |
| ----------------------- | ---- | ----- |
| René-Philippe Hébert    | 248  | 54,15 |
| Mario Santini (Sortant) | 210  | 45,85 |

| Candidats conseiller #5   | Vote            | %               |
| ------------------------- | --------------- | --------------- |
| Alexandre Zalac (Sortant) | Sans opposition | Sans opposition |

| Candidats conseiller #6  | Vote | %     |
| ------------------------ | ---- | ----- |
| Mario Cardinal (Sortant) | 237  | 52,55 |
| Willy Mouzon             | 214  | 47,45 |

## Rigaud
| Candidats pour la mairie       | Vote | %     |
| ------------------------------ | ---- | ----- |
| Hans Jr. Gruenwald             | 952  | 35,88 |
| Pierre Brasseur                | 770  | 29,02 |
| Claire Bélisle                 | 755  | 28,46 |
| André Liboiron                 | 176  | 6,63  |
| Taux de participation : 45,5 % |      |       |

| Candidats conseiller #1  | Vote | %     |
| ------------------------ | ---- | ----- |
| Yannick Sauvé            | 322  | 71,88 |
| Rolland Parent (Sortant) | 126  | 28,13 |

| Candidats conseiller #2 | Vote | %     |
| ----------------------- | ---- | ----- |
| Archie Martin           | 280  | 61,14 |
| William Bradley         | 178  | 38,86 |

| Candidats conseiller #3 | Vote            | %               |
| ----------------------- | --------------- | --------------- |
| Michel Sauvé            | Sans opposition | Sans opposition |

| Candidats conseiller #4 | Vote | %     |
| ----------------------- | ---- | ----- |
| François Lavigne        | 211  | 39,37 |
| André Boucher           | 210  | 39,18 |
| Jeannine Landry         | 115  | 21,46 |

| Candidats conseiller #5 | Vote | %     |
| ----------------------- | ---- | ----- |
| Danny Lalonde           | 277  | 62,81 |
| Christian Bélanger      | 164  | 37,19 |

| Candidats conseiller #6  | Vote | %     |
| ------------------------ | ---- | ----- |
| Mario Gauthier (Sortant) | 207  | 55,35 |
| Sonya Baron              | 167  | 44,65 |

Élection partielle au poste de conseiller du district #3 en juin 2016
- Élection d'Édith de Haerne avec 37% des voix[2]

## Pointe-Fortune
| Candidats pour la mairie     | Vote            | %               |
| ---------------------------- | --------------- | --------------- |
| Jean-Pierre Daoust (Sortant) | Sans opposition | Sans opposition |

| Candidats conseiller (1)    | Vote            | %               |
| --------------------------- | --------------- | --------------- |
| François Bélanger (Sortant) | Sans opposition | Sans opposition |

| Candidats conseiller (2) | Vote            | %               |
| ------------------------ | --------------- | --------------- |
| Jean Roy (Sortant)       | Sans opposition | Sans opposition |

| Candidats conseiller (3)      | Vote            | %               |
| ----------------------------- | --------------- | --------------- |
| Christian Berniquez (Sortant) | Sans opposition | Sans opposition |

| Candidats conseiller (4)         | Vote            | %               |
| -------------------------------- | --------------- | --------------- |
| Hélène Cousineau-Pilon (Sortant) | Sans opposition | Sans opposition |

| Candidats conseiller (5)   | Vote            | %               |
| -------------------------- | --------------- | --------------- |
| Gilles Deschamps (Sortant) | Sans opposition | Sans opposition |

| Candidats conseiller (6) | Vote            | %               |
| ------------------------ | --------------- | --------------- |
| Alain Déry               | Sans opposition | Sans opposition |

Le maire Jean-Pierre Daoust annonce sa démission le 23 janvier 2017. Le conseiller et maire suppléant François Bélanger deviens maire jusqu'au srcutin de 2017.